# Pater patriae
Pater patriae („Vater des Vaterlandes“; Plural Patres patriae), auch parens patriae (wörtlich „Elternteil des Vaterlandes“), ist ein ursprünglich römischer Ehrentitel. Eine deutsche Entsprechung ist der Begriff Landesvater.
Im Recht bezeichnet der Begriff parens patriae das Recht eines Staates, im Namen seiner Bürger Klage zu erheben, um die Interessen des Staates an der Gesundheit, dem Wohlergehen und der Wohlfahrt seiner Bürger zu schützen. In den USA hat diese Doktrin unter anderem im Zusammenhang mit der Durchsetzung des Umwelt- und Kartellrechts sowie bei Klagen gegen die Tabakindustrie Anwendung gefunden.

## Römischer Ehrentitel
Der Titel pater patriae wurde vom Senat verliehen. Bereits Marcus Furius Camillus und Quintus Fabius Maximus Cunctator wurden aufgrund ihrer Verdienste als parentes bezeichnet. Marius und Sulla erhielten ebenfalls den Titel parens bzw. pater ob cives servatos („Vater aufgrund der Rettung der Bürgerschaft“). Der Redner und Politiker Marcus Tullius Cicero wurde für die Aufdeckung der Verschwörung des Catilina während seines Konsulats im Jahr 63 v. Chr. mit diesem Titel geehrt.
Die nächsten Titelträger waren Gaius Iulius Caesar und Augustus (2 v. Chr.), dem der Titel vom Senat, den Equites und dem römischen Volk verliehen wurde. Da der Titel pater patriae für die Legitimität des Herrschers nicht wesentlich war – anders als die Titel Imperator, Caesar, Augustus, Pontifex maximus oder die Tribunicia potestas – wurde er nicht Bestandteil der kaiserlichen Ehren; erst seit der Verleihung an Pertinax 193 zählte er zur festen kaiserlichen Titulatur. Andererseits wurde er aber auch als πατὴρ τῆς πατρίδος patēr tēs patridos oder πατὴρ πατρίδος patēr patridos ins Griechische übersetzt und beispielsweise auf Münzen geprägt, die im griechisch geprägten östlichen Teil des Römischen Reichs kursierten.
Ebenso resultierte aus dem Titel keinerlei juristische Macht, vielmehr war die Verleihung ein Zeichen der Würde wie auch eine Verdeutlichung der Pflichten des Trägers gegenüber der Bürgerschaft. Wie der Pater familias einer Familie vorstand, war auch der Geehrte mit dem Schutz des Staates betraut. Dasselbe gilt für die weibliche Form. Der Titel einer mater patriae ist, nach Ansätzen bei Livia, zum ersten Mal bei Julia Domna belegt.
Der Senat verlieh den Titel zahlreichen römischen Kaisern, oft erst nach vielen Jahren der Herrschaft, manchmal aber auch bald nach Regierungsantritt, wenn der neue Kaiser die besondere Achtung des Senats genoss (wie etwa Nerva). Folglich trugen viele der kurzlebigen Herrscher diesen Titel nicht. Die Verleihung war an die Zustimmung des zu Ehrenden gebunden, der den Titel auch ablehnen konnte. So ließ sich Kaiser Tiberius den Ehrentitel nicht verleihen; auch Nero schlug das erste Angebot im ersten Jahr seiner Herrschaft aufgrund seiner Jugend aus. Als letzter Kaiser bezeichnete sich Anastasius I. in einem Brief aus dem Jahr 516 an den römischen Senat als pater patriae.

### Träger des Titels (Beispiele)
- Marcus Tullius Cicero, 63 v. Chr.
- Gaius Iulius Caesar, 45 v. Chr.
- Augustus, 5. Februar 2 v. Chr.
- Caligula, 37
- Claudius, Januar 42
- Nero, 55
- Vespasian, 70
- Titus, Juni 79
- Domitian, 14. September 81
- Nerva, September 96
- Trajan, 98
- Hadrian, 128
- Antoninus Pius, 139
- Mark Aurel und Lucius Verus, 166
- Commodus, 177
- Septimius Severus, 193
- Caracalla, 199
- Macrinus, Juni 217
- Elagabal, Juli 218
- Gordian III., Mai 238
- Probus, Juli 276
- Diokletian, 20. November 284
- Maximian, 1. April 286
- Konstantin der Große, 307
- Anastasius I., 516

## Spätere Patres patriae

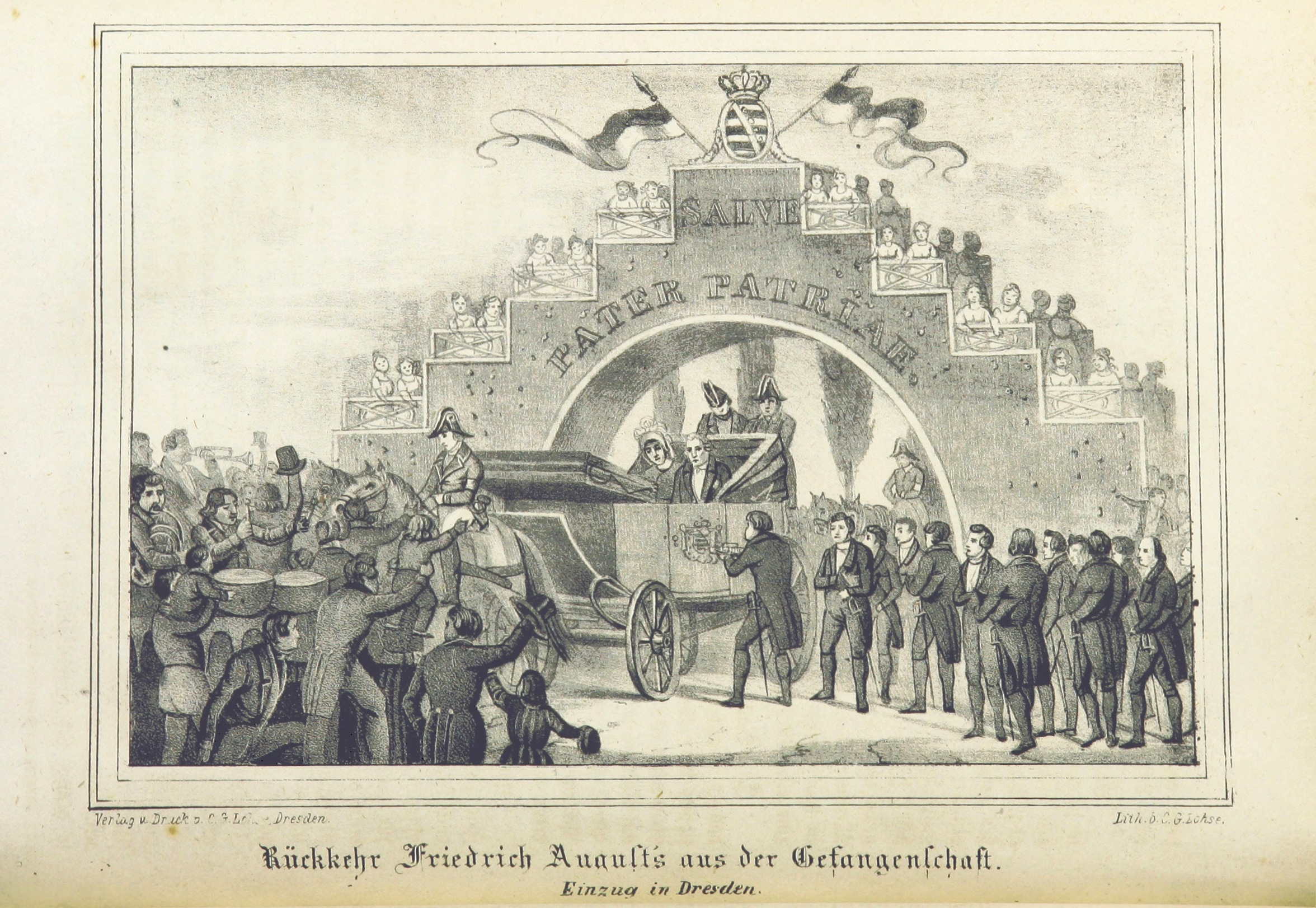
Rückkehr des sächsischen Königs Friedrich August aus der Gefangenschaft am 7. Juni 1815, Empfang in Dresden durch die am Pirnaischen Tore aufgebaute Ehrenpforte mit dem Schriftzug Salve Pater patriae

Die Bezeichnung wurde später auch für nichtrömische Personen verwendet.

### Träger des Titels (Beispiele)
- Otto I. (HRR), genannt der Große, nach seinem Sieg auf dem Schlacht auf dem Lechfeld.
- Wilhelm I., Graf von Provence, genannt der Befreier, der die Sarazenen in der Schlacht von Tourtour schlug.
- Cosimo de’ Medici, Herr von Florenz
- Andrea Doria, Admiral der Republik Genua, erhielt den Titel von Karl V.
- Wilhelm der Schweiger, Fürst von Oranien
- Peter I. (Russland). Nach dem Friedensschluss von Nystad (1721) wurden dem Zaren "im Namen des Vaterlands" vom Senat die Ehrentitel "Imperator" und "Pater Patriae" angetragen.
- George Washington, 1. Präsident der Vereinigten Staaten, wurde als Pater Patriae bezeichnet.
- Ante Starčević (1823–1896), von vielen Kroaten wird er aufgrund der Verteidigung ihrer Rechte und Interessen auch heute als „Pater Patriae“ verehrt
- Alexander Douala-Bell, König des Douala-Volkes in Kamerun, wurde nach seinem Tode mit dem Titel geehrt.
- Sam Nujoma, 1. Präsident Namibias
- Malietoa Tanumafili II., Oberhaupt Samoas, wurde nach seinem Tod von Helen Clark als „Vater des modernen Samoa“ bezeichnet.
- Mohammed Zahir Schah, dem exilierten König von Afghanistan, wurde anlässlich seiner Rückkehr und an Stelle des Königstitels von der Loja Dschirga der Ehrentitel „Vater der Nation“ verliehen.
- Beim Starkbieranstich auf dem Nockherberg wird seit dem 18. Jahrhundert das jeweilige bayerische Staatsoberhaupt als pater patriae angesprochen.
- Richard von Weizsäcker wurde beim Staatsakt zum Anlass seines Todes von Bundespräsident Joachim Gauck als Pater patriae bezeichnet.
- Leopold I., König der Belgier
- Franjo Tuđman (1922–1999), der erste demokratisch gewählte Staatspräsident Kroatiens, wurde von vielen Kroaten als „Pater patriae“ verehrt.[2]